# Нова Лава
Нова Лава (грч. Νέα Λάβα, Неа Лава) је насељено место у општини Сервија у периферији Западна Македонија, Грчка. Према попису из 2021. године било је 497 становника.
Насеље је подигнуто седамдесетих година 20. века насељавањем мештана села Лабаница (Лава). Први пут се помиње на попису из 1981. године са 565 становника.